# Mlynárovce
Mlynárovce (ungarisch Molnárvágása – bis 1907 Mlinaróc) ist eine Gemeinde im Nordosten der Slowakei mit 221 Einwohnern (Stand 31. Dezember 2024), die im Okres Svidník, einem Kreis des Prešovský kraj, sowie in der traditionellen Landschaft Šariš liegt.

## Geographie

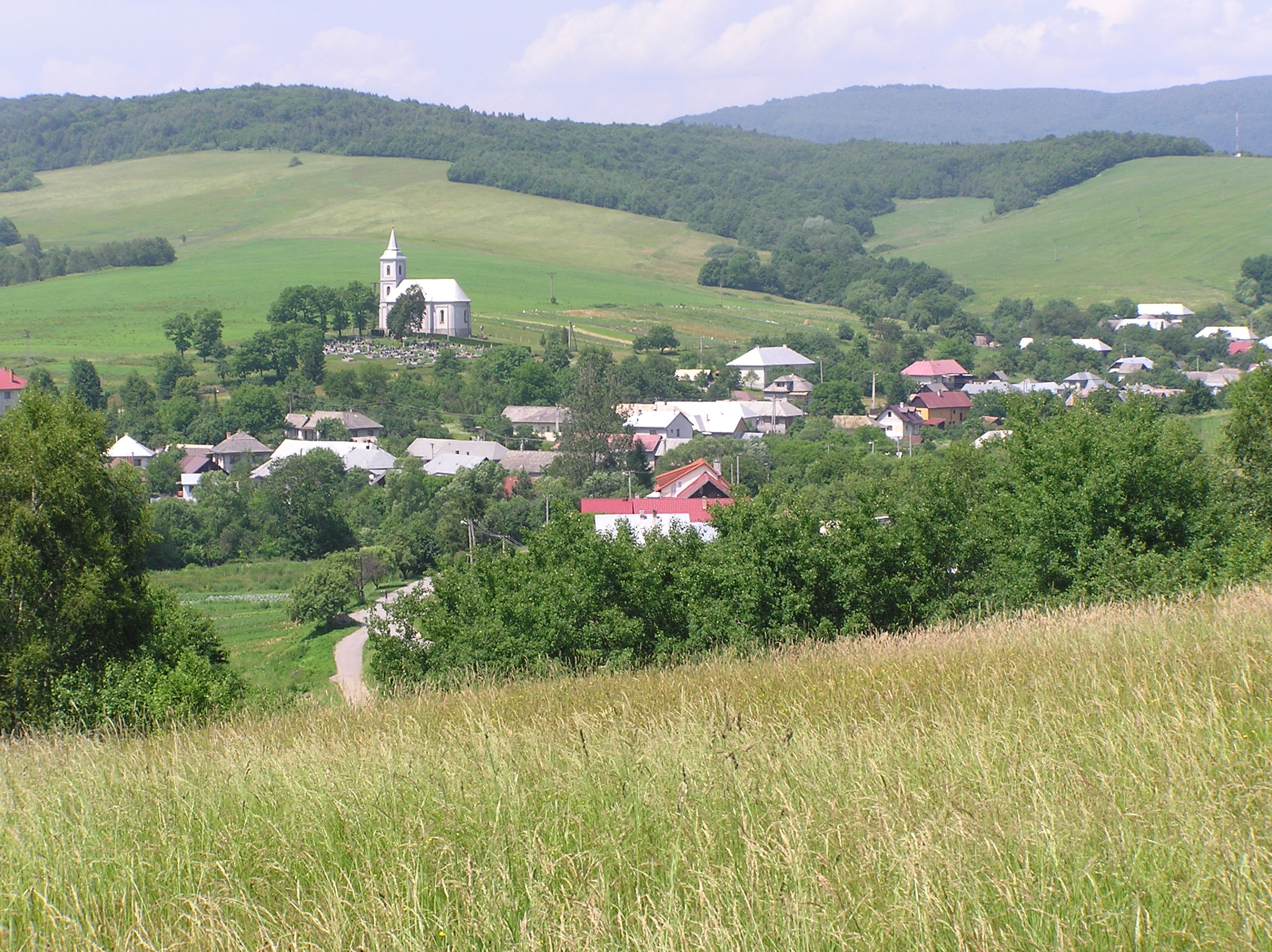
Mlynárovce

Die Gemeinde befindet sich in den Niederen Beskiden im Bergland Ondavská vrchovina, im oberen Tal der Radomka im Einzugsgebiet der Topľa. Das Ortszentrum liegt auf einer Höhe von 296 m n.m. und ist 13 Kilometer von Svidník entfernt.
Nachbargemeinden sind Rovné im Norden, Mestisko im Osten, Rakovčík im Südosten, Beňadikovce im Süden, Kurima im Westen und Lipová im Nordwesten.

## Geschichte
Mlynárovce entstand um die Mitte des 14. Jahrhunderts in der Herrschaft von Radoma nach deutschem Recht und wurde zum ersten Mal 1414 als Molnarwagasa schriftlich erwähnt. 1427 wurden 30 Porta verzeichnet, und der Ort lag in der Herrschaft der Makovica als Besitz des Geschlechts Cudar. Im 15. Jahrhundert stand hier eine römisch-katholische Holzkirche, 1600 gab es 17 Untertanen-Häuser.
1787 hatte die Ortschaft 60 Häuser und 417 Einwohner, 1828 zählte man 54 Häuser und 415 Einwohner, die als Landwirte, Viehhalter und Waldarbeiter beschäftigt waren. In der zweiten Hälfte des 19. Jahrhunderts wanderten Einwohner in beträchtlichem Maße aus. In der Winterschlacht in den Karpaten von 1914/15 wurde der Ort beschädigt und 24 Häuser brannten nieder.
Bis 1918 gehörte der im Komitat Sáros liegende Ort zum Königreich Ungarn und kam danach zur Tschechoslowakei beziehungsweise heute Slowakei. Nach dem Zweiten Weltkrieg pendelte ein Teil der Einwohner zur Arbeit in Industriebetriebe in der Gegend. 1957 wurde der Ort elektrifiziert, 1959 wurde die örtliche Einheitliche landwirtschaftliche Genossenschaft (Abk. JRD) gegründet. 1995 wurde diese aufgelöst und durch die landwirtschaftliche Genossenschaft Mlynárovce ersetzt.

## Bevölkerung
| Jahr                | 1994 | 2004    | 2014    | 2024    |
| ------------------- | ---- | ------- | ------- | ------- |
| Anzahl der Personen | 227  | 233     | 216     | 221     |
| Unterschied         |      | +2,64 % | −7,29 % | +2,31 % |

| Jahr                | 2023 | 2024    |
| ------------------- | ---- | ------- |
| Anzahl der Personen | 215  | 221     |
| Unterschied         |      | +2,79 % |

Gemäß der Volkszählung 2011 wohnten in Mlynárovce 221 Einwohner, davon 204 Slowaken, 12 Russinen und ein Tscheche. Vier Einwohner machten keine Angabe zur Ethnie.
192 Einwohner bekannten sich zur griechisch-katholischen Kirche, neun Einwohner zur römisch-katholischen Kirche, jeweils fünf Einwohner zu den Brethren und zur orthodoxen Kirche und ein Einwohner zur Evangelischen Kirche A. B. Vier Einwohner waren konfessionslos und bei fünf Einwohnern wurde die Konfession nicht ermittelt.

## Bauwerke
- griechisch-katholische Kirche Geburt der hochheiligen Gottesgebärerin im neoklassizistischen Stil aus dem Jahr 1877[6]
- Wegkapelle aus dem frühen 20. Jahrhundert

## Verkehr
Durch Mlynárovce verläuft die Cesta III. triedy 3523 („Straße 3. Ordnung“) zwischen Šarišský Štiavnik (Anschluss an die Cesta I. triedy 21 („Straße 1. Ordnung“)) und Rovné und weiter Cernina, Šarišské Čierne und Smilno.